# Кпора, Кейлеб
Кейлеб Билли Мавуко Кпора (англ. Caleb Billy Mawuko Kporha; родился 15 июля 2006) — английский футболист, правый защитник клуба «Кристал Пэлас».

## Клубная карьера
Воспитанник клуба «Уэллинг Юнайтед», в 2021 году Кпора присоединился к «Кристал Пэлас». 9 ноября 2024 года дебютировал за основную команду, выйдя на замену в матче Премьер-лиги против «Фулхэма».

## Карьера в сборной
Выступал за сборную Англии до 17 лет.